# Zonosaurus laticaudatus
Zonosaurus laticaudatus — вид ящірок родини геррозаврових (Gerrhosauridae). Ендемік Мадагаскару.

## Поширення і екологія
Zonosaurus laticaudatus широко поширені на півночі і заході острова Мадагаскар, від Сави до Аціму-Андрефани , а також на південному сході острова, в регіоні Анузі. Вони живуть в сухих тропічних лісах і на плантаціях. Зустрічаються на висоті від 20 до 250 м над рівнем моря.